# 饮食男女 (电影)
《飲食男女》是一部於1994年出品的台灣劇情片，由李安擔任導演，以及由郎雄、楊貴媚、吳倩蓮和王渝文擔任主演。是首部成為法國坎城影展「導演雙週」中開幕影片的台灣電影。
李安在本片運用近代家庭變遷搭配細膩描述親情互動，刻劃出家庭親情及世代隔閡的電影作品。為其「父親三部曲」（《推手》、《囍宴》、《飲食男女》）的終章。本片於2019年由天作之合劇場改編為音樂劇。

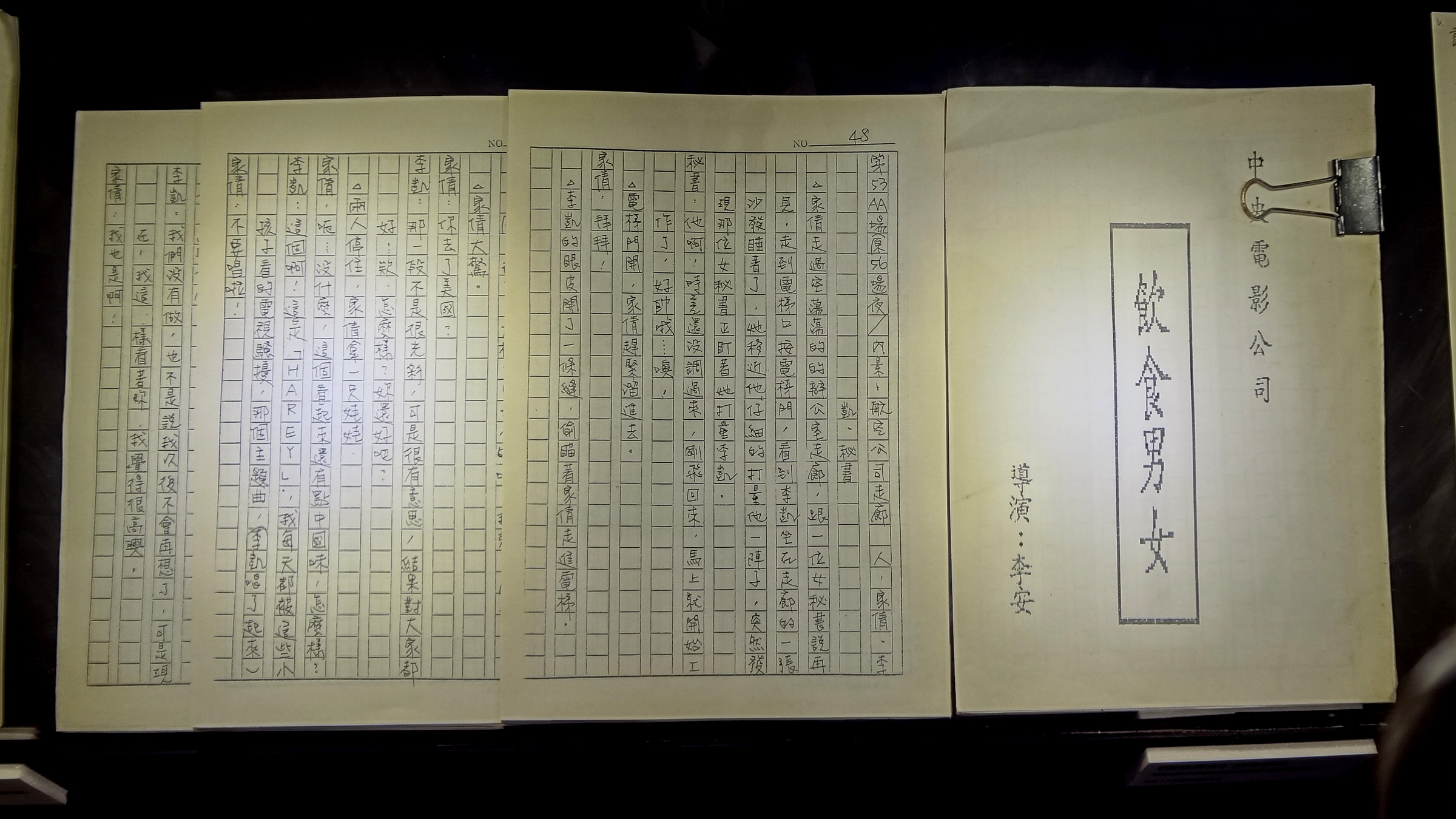
《飲食男女》劇本

## 劇情
劇情描述每周末等待三位女兒回家吃飯的退休廚師，面臨的家庭問題與兩代衝突。藉由彼此的生活與衝突，建構出不同年齡層、不同職業的價值觀，描述90年代台北都會的兩代關係。整部電影在台灣台北市取景拍攝，場景包括圓山大飯店、中正紀念堂、台北植物園、國立臺灣師範大學、紫藤廬等。

## 角色
| 角色       | 演员   | 介绍                                                                       |
| 老朱       | 郎雄   | 圓山大飯店的中國菜大廚。妻子早逝，和三個女兒住在臺北市和平東路一老房子。   |
| 朱家珍     | 楊貴媚 | 朱家長女，成大化學系畢業，任職化學教師。自從母親過世後，便擔起母親的角色。 |
| 朱家倩     | 吳倩蓮 | 朱家次女，任航空公司副處長，學得一手好菜。                                 |
| 朱家寧     | 王渝文 | 朱家幼女，二十歲，大學學生，在溫娣漢堡打工                                 |
| 鐘國倫     | 陳昭榮 | 家寧的男友                                                                 |
| 老溫       | 王瑞   | 老朱圓山大飯店的同事、好友                                                 |
| 梁錦榮     | 張艾嘉 | 任職保險，正在辦離婚，妹妹錦鳳是家珍的大學同學兼好友                       |
| 珊珊       | 唐語謙 | 錦榮之女，八歲                                                             |
| 梁伯母     | 歸亞蕾 | 錦鳳、錦荣的母親                                                           |
| 周明道     | 盧金城 | 家珍學校新來的體育老師                                                     |
| 蔡組長     | 許敬民 | 家珍學校的同事                                                             |
| 班長       | 洪其德 | 家珍的學生                                                                 |
| 牧師       | 丁仲   | 為周明道施浸的牧師                                                         |
| 雷蒙       | 陳捷文 | 家倩的前男友，藝廊主持人                                                   |
| 李凱       | 趙文瑄 | 家倩的同事，成大化學系畢業                                                 |
| 總經理     | 王玨   | 航空公司總經理                                                             |
| 秘書       | 聶卓晶 | 航空公司秘書                                                               |
| 小芝芝     | 陳妤   | 家寧在溫娣漢堡的同事，鐘國倫的前女友                                       |
| 漢堡店經理 | 左正芬 | 溫娣漢堡店的經理                                                           |
| 餐廳經理   | 杜滿生 |                                                                            |
|            | 吳伯雄 | 於圓山大飯店飲宴中客串                                                     |

## 獎項
- 第31届金馬獎 (1994年)

| 獎項             | 入圍者           | 結果 |
| 最佳劇情片       | 中影股份有限公司 | 提名 |
| 最佳女配角       | 歸亞蕾           | 提名 |
| 最佳原著劇本     | 李安、王蕙玲     | 提名 |
| 傑出製作人特別獎 | 徐立功           | 獲獎 |

- 亞太影展 (1994年)

| 獎項       | 入圍者   | 結果 |
| 最佳影片獎 | 飲食男女 | 獲獎 |
| 最佳剪接獎 | 李安     | 獲獎 |

- 第67屆奧斯卡金像獎

「最佳外語片」提名
- 第52屆金球獎

「最佳外語片」提名
- 國家評論協會獎(1994年)

「最佳外語片」獲獎
- 獨立精神獎(第10屆) (1994年)

| 獎項       | 入圍者       | 結果 |
| 最佳影片   | 飲食男女     | 提名 |
| 最佳導演   | 李安         | 提名 |
| 最佳男主角 | 郎雄         | 提名 |
| 最佳女主角 | 吳倩蓮       | 提名 |
| 最佳劇本   | 李安、王蕙玲 | 提名 |
| 最佳攝影   | 林良忠       | 提名 |

## 備註
1. ↑  台灣電影票房（1994年） 的存檔，存档日期2004-12-14. 第35位 台灣電影資料庫
2. ↑  香港電影票房 1994（總票房） 的存檔，存档日期2014-01-04. 第49位 香港電影票房全紀錄
3. ↑  香港電影票房 1994（華語電影） （页面存档备份，存于） 第37位 香港電影票房全紀錄
4. ↑  李安「父親三部曲」　演繹傳統嚴父 （页面存档备份，存于），TVBS網站

## 外部連結
- 開眼電影網上《飲食男女》的資料（繁體中文）
- 豆瓣电影上《飲食男女》的資料 （简体中文）
- 时光网上《飲食男女》的資料（简体中文）
- AllMovie上《飲食男女》的资料（英文）
- 爛番茄上《飲食男女》的資料（英文）
- 香港影庫上《飲食男女》的資料（繁體中文）
- 互联网电影数据库（IMDb）上《飲食男女》的资料（英文）